# Ammodytes

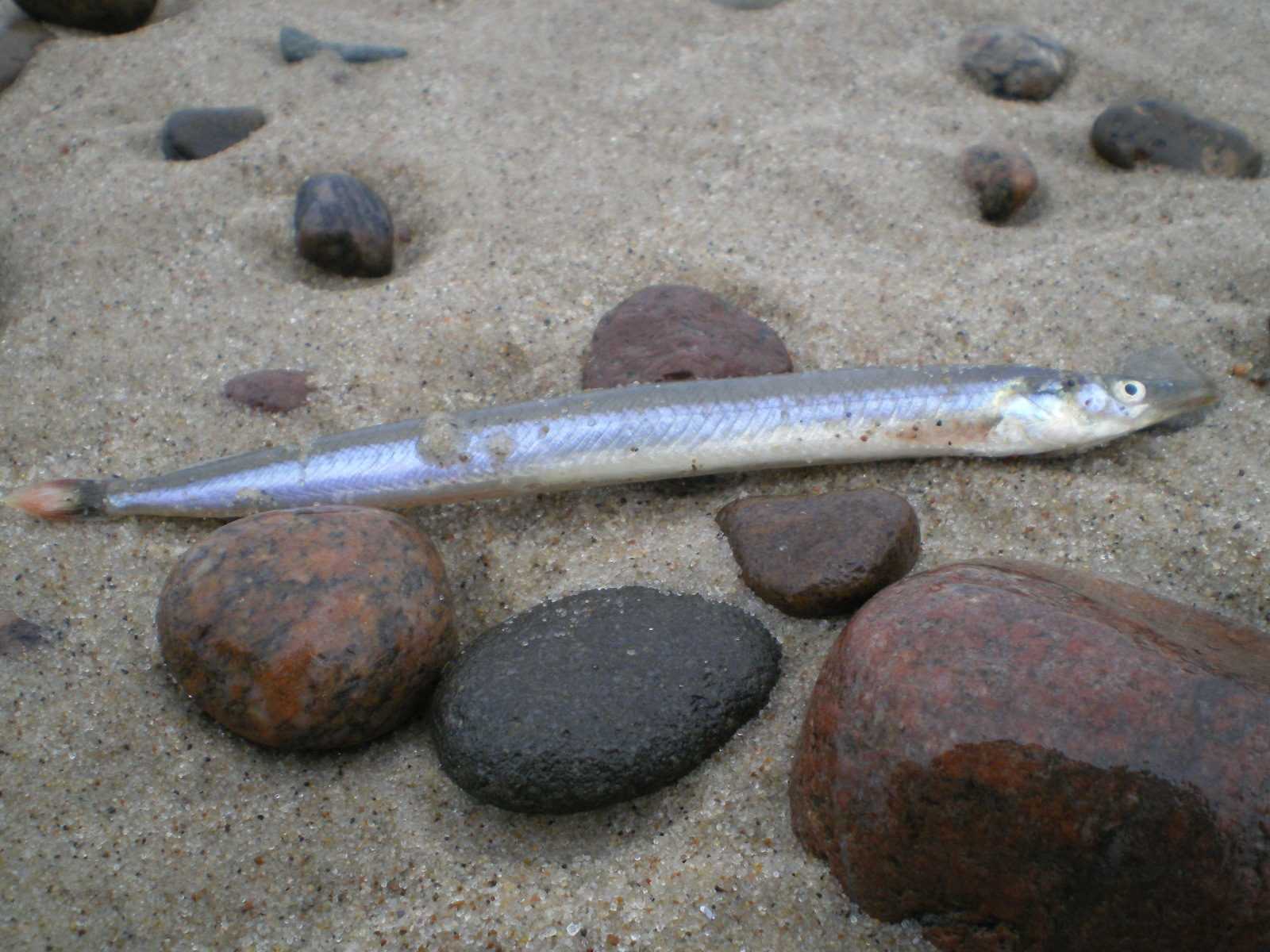
Ammodytes tobianus

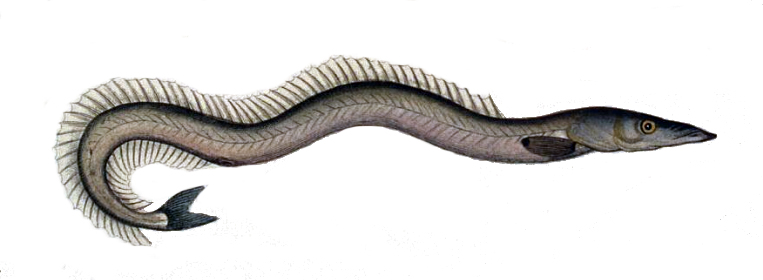
Ammodytes tobianus (circa 1795-1797)

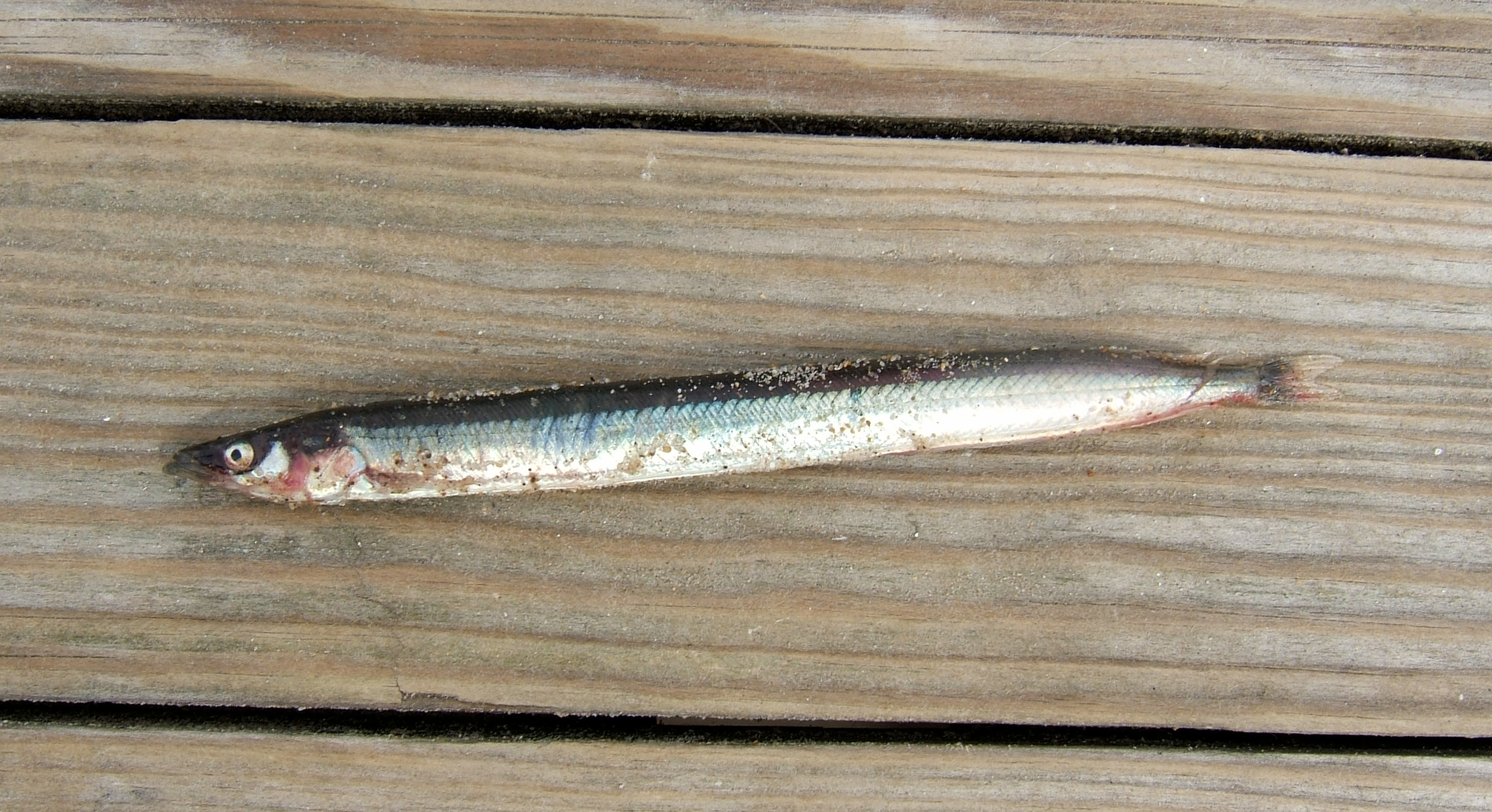
Ammodytes tobianus capturat a Northumberland.

Ammodytes és un gènere de peixos pertanyent a la família dels ammodítids.

## Depredadors
Hom creu que Ammodytes americanus és depredat pel rorqual comú (Balaenoptera physalus) i la balena amb gep (Megaptera novaeangliae).

## Taxonomia
- Ammodytes americanus (DeKay, 1842)[5]
- Ammodytes dubius (Reinhardt, 1837)[6]
- Ammodytes hexapterus (Pallas, 1814)[7]
- Ammodytes marinus (Raitt, 1934)[8]
- Ammodytes personatus (Girard, 1856)[9]
- Ammodytes tobianus (Linnaeus, 1758)[10][11][12][13][14][15]